# ミュージック・フォー・フィルムズIII
『ミュージック・フォー・フィルムズIII』（Music for Films III）は、ブライアン・イーノのシリーズ「ミュージック・フォー・フィルムズ」の第三弾。

## 概要
ロジャー・イーノ、マイケル・ブルック、ハロルド・バッドなどが参加。
このアルバムの3つの異なるバージョンが存在する。
レコードやカセットのリリースでは、15曲だった。
2005年には、2つのボーナストラック、新しいアートワークを持つCDで再発。
アル・レイナートの1989年のドキュメンタリーのサウンドトラックに編入された。

## 曲目リスト

### レコード/カセット

#### サイド1
1. ブライアン・イーノ - "Saint Tom"
2. ブライアン・イーノ、ダニエル・ラノワ - "White Mustang"
3. ブライアン・イーノ、ダニエル・ラノワ - "Sirens"
4. ブライアン・イーノ - "Asian River"
5. ララージ - "Zaragoza"
6. ロジャー・イーノ - "Quixote"
7. ロジャー・イーノ - "Fleeting Smile"
8. ブライアン・イーノ、ロジャー・イーノ - "Theme for Opera"
9. ララージ - "Kalimba"

#### サイド2
1. ダニエル・ラノワ - "Tension Block"
2. マイケル・ブルック - "Err"
3. ジョン・ポール・ジョーンズ - "4-Minute Warning"
4. リディア・カヴィナ（セアミン）、マイシャ・マーリン - "For Her Atoms"
5. ハロルド・バッド - "Balthus Bemused by Color"
6. ブライアン・イーノ - "Theme From Creation"

### CD
1. ダニエル・ラノワ - テンション・ブロック - "Tension Block"
2. マイケル・ブルック - 誤認 - "Err"
3. ジョン・ポール・ジョーンズ - 四分通告 - "4-Minute Warning"
4. リディア・カヴィナ（セアミン）、マイシャ・マーリン - 彼女の原子のために - "For Her Atoms"
5. ハロルド・バッド - 色彩におびえきるバルサス - "Balthus Bemused by Color"
6. ブライアン・イーノ - 創造のテーマ - "Theme From Creation"
7. ブライアン・イーノ - 聖トム - "Saint Tom"
8. ブライアン・イーノ、ダニエル・ラノワ - ホワイト・ムスタング - "White Mustang"
9. ブライアン・イーノ、ダニエル・ラノワ - サイレンズ - "Sirens"
10. ブライアン・イーノ - アジアの河 - "Asian River"
11. ララージ -ザラゴザ - "Zaragoza"
12. ロジャー・イーノ - キホーテ - "Quixote"
13. ロジャー・イーノ - 走り去る微笑 - "Fleeting Smile"
14. ブライアン・イーノ、ロジャー・イーノ - オペラのテーマ - "Theme for Opera"
15. ララージ - カリンバ - "Kalimba"

※2005年再発CDでは、ブライアン・イーノの「Shark 12」、ロジャー・イーノの「Slower and Slower」が追加されている。

## 参照
1. ↑  Allmusic: Album Reviews: Brian Eno: Music for Films, Vol. 3